# Campdevànol (ort)
Campdevànol är en ort i Spanien.   Den ligger i provinsen Província de Girona och regionen Katalonien, i den östra delen av landet, 500 km öster om huvudstaden Madrid. Campdevànol ligger 803 meter över havet och antalet invånare är 3 349.
Terrängen runt Campdevànol är kuperad söderut, men norrut är den bergig. Runt Campdevànol är det ganska tätbefolkat, med 72 invånare per kvadratkilometer. Närmaste större samhälle är Ripoll, 3,2 km sydost om Campdevànol. I omgivningarna runt Campdevànol växer i huvudsak blandskog.